# Wereldkampioenschap superbike van Brands Hatch 1995
Het wereldkampioenschap superbike van Brands Hatch 1995 was de achtste ronde van het wereldkampioenschap superbike 1995. De races werden verreden op 6 augustus 1995 op Brands Hatch nabij West Kingsdown, Verenigd Koninkrijk.

## Race 1
| Pos | Nr | Rijder               | Constructeur | Rondes | Tijd         | Grid | Punten |
| --- | -- | -------------------- | ------------ | ------ | ------------ | ---- | ------ |
| 1   | 1  | Carl Fogarty         | Ducati       | 25     | 37:13.870    | 1    | 25     |
| 2   | 11 | Troy Corser          | Ducati       | 25     | +2.930       | 4    | 20     |
| 3   | 17 | Anthony Gobert       | Kawasaki     | 25     | +4.050       | 6    | 16     |
| 4   | 33 | John Reynolds        | Kawasaki     | 25     | +4.130       | 2    | 13     |
| 5   | 45 | Colin Edwards        | Yamaha       | 25     | +4.340       | 8    | 11     |
| 6   | 27 | Pierfrancesco Chili  | Ducati       | 25     | +5.640       | 13   | 10     |
| 7   | 9  | Fabrizio Pirovano    | Ducati       | 25     | +7.290       | 7    | 9      |
| 8   | 57 | Steve Hislop         | Ducati       | 25     | +7.700       | 5    | 8      |
| 9   | 3  | Aaron Slight         | Honda        | 25     | +7.710       | 12   | 7      |
| 10  | 5  | Simon Crafar         | Honda        | 25     | +11.450      | 10   | 6      |
| 11  | 12 | Mauro Lucchiari      | Ducati       | 25     | +36.490      | 14   | 5      |
| 12  | 13 | Paolo Casoli         | Yamaha       | 25     | +38.620      | 15   | 4      |
| 13  | 8  | Piergiorgio Bontempi | Kawasaki     | 25     | +41.150      | 11   | 3      |
| 14  | 43 | David Jefferies      | Kawasaki     | 25     | +46.380      | 20   | 2      |
| 15  | 28 | Gianmaria Liverani   | Ducati       | 25     | +46.640      | 16   | 1      |
| 16  | 10 | Terry Rymer          | Honda        | 25     | +57.450      | 21   |        |
| 17  | 65 | Phil Borley          | Honda        | 25     | +1:20.360    | 26   |        |
| 18  | 21 | Massimo Meregalli    | Yamaha       | 25     | +1:25.480    | 24   |        |
| 19  | 64 | Lee Pullan           | Kawasaki     | 25     | +1:29.140    | 25   |        |
| 20  | 63 | Alex Buckingham      | Yamaha       | 24     | +1 ronde     | 29   |        |
| 21  | 52 | Anders Rasmussen     | Yamaha       | 24     | +1 ronde     | 30   |        |
| NC  | 16 | Brian Morrison       | Ducati       | 15     | +10 ronden   | 23   |        |
| DNF | 19 | Adrien Morillas      | Ducati       | 24     | Uitgevallen  | 18   |        |
| DNF | 4  | Andreas Meklau       | Ducati       | 21     | Uitgevallen  | 19   |        |
| DNF | 53 | Michael Rutter       | Ducati       | 10     | Uitgevallen  | 17   |        |
| DNF | 67 | Shaun Muir           | Kawasaki     | 10     | Uitgevallen  | 27   |        |
| DNF | 25 | Yasutomo Nagai       | Yamaha       | 9      | Uitgevallen  | 3    |        |
| DNF | 81 | Stefano Pennese      | Bimota       | 9      | Uitgevallen  | 28   |        |
| DNF | 61 | Aldeo Presciutti     | Ducati       | 8      | Uitgevallen  | 31   |        |
| DNF | 55 | Matt Llewellyn       | Ducati       | 2      | Uitgevallen  | 9    |        |
| DNS | 71 | Ray Stringer         | Ducati       | 0      | Niet gestart | 22   |        |
| DNS | 58 | Bruno Scatola        | Ducati       | 0      | Niet gestart | 32   |        |

## Race 2
| Pos | Nr | Rijder               | Constructeur | Rondes | Tijd         | Grid | Punten |
| --- | -- | -------------------- | ------------ | ------ | ------------ | ---- | ------ |
| 1   | 1  | Carl Fogarty         | Ducati       | 25     | 37:15.440    | 1    | 25     |
| 2   | 45 | Colin Edwards        | Yamaha       | 25     | +1.150       | 8    | 20     |
| 3   | 33 | John Reynolds        | Kawasaki     | 25     | +3.840       | 2    | 16     |
| 4   | 25 | Yasutomo Nagai       | Yamaha       | 25     | +3.860       | 3    | 13     |
| 5   | 17 | Anthony Gobert       | Kawasaki     | 25     | +3.880       | 6    | 11     |
| 6   | 11 | Troy Corser          | Ducati       | 25     | +6.070       | 4    | 10     |
| 7   | 9  | Fabrizio Pirovano    | Ducati       | 25     | +10.850      | 7    | 9      |
| 8   | 3  | Aaron Slight         | Honda        | 25     | +12.150      | 12   | 8      |
| 9   | 57 | Steve Hislop         | Ducati       | 25     | +12.260      | 5    | 7      |
| 10  | 5  | Simon Crafar         | Honda        | 25     | +16.750      | 10   | 6      |
| 11  | 12 | Mauro Lucchiari      | Ducati       | 25     | +25.480      | 14   | 5      |
| 12  | 19 | Adrien Morillas      | Ducati       | 25     | +26.970      | 18   | 4      |
| 13  | 13 | Paolo Casoli         | Yamaha       | 25     | +27.090      | 15   | 3      |
| 14  | 8  | Piergiorgio Bontempi | Kawasaki     | 25     | +29.840      | 11   | 2      |
| 15  | 43 | David Jefferies      | Kawasaki     | 25     | +40.590      | 20   | 1      |
| 16  | 55 | Matt Llewellyn       | Ducati       | 25     | +45.070      | 9    |        |
| 17  | 4  | Andreas Meklau       | Ducati       | 25     | +45.150      | 19   |        |
| 18  | 10 | Terry Rymer          | Honda        | 25     | +47.280      | 21   |        |
| 19  | 28 | Gianmaria Liverani   | Ducati       | 25     | +50.930      | 16   |        |
| 20  | 16 | Brian Morrison       | Ducati       | 25     | +1:11.830    | 23   |        |
| 21  | 21 | Massimo Meregalli    | Yamaha       | 25     | +1:19.190    | 24   |        |
| 22  | 65 | Phil Borley          | Honda        | 25     | +1:19.320    | 26   |        |
| 23  | 52 | Anders Rasmussen     | Yamaha       | 24     | +1 ronde     | 30   |        |
| DNF | 61 | Aldeo Presciutti     | Ducati       | 19     | Uitgevallen  | 31   |        |
| DNF | 27 | Pierfrancesco Chili  | Ducati       | 15     | Uitgevallen  | 13   |        |
| DNF | 64 | Lee Pullan           | Kawasaki     | 13     | Uitgevallen  | 25   |        |
| DNF | 63 | Alex Buckingham      | Yamaha       | 11     | Uitgevallen  | 29   |        |
| DNF | 53 | Michael Rutter       | Ducati       | 9      | Uitgevallen  | 17   |        |
| DNF | 81 | Stefano Pennese      | Bimota       | 5      | Uitgevallen  | 28   |        |
| DNS | 71 | Ray Stringer         | Ducati       | 0      | Niet gestart | 22   |        |
| DNS | 67 | Shaun Muir           | Kawasaki     | 0      | Niet gestart | 27   |        |
| DNS | 58 | Bruno Scatola        | Ducati       | 0      | Niet gestart | 32   |        |

## Tussenstanden na wedstrijd
| Pos | Nr | Rijder            | Team     | Punten |
| --- | -- | ----------------- | -------- | ------ |
| 1   | 1  | Carl Fogarty      | Ducati   | 345    |
| 2   | 11 | Troy Corser       | Ducati   | 209    |
| 3   | 3  | Aaron Slight      | Honda    | 183    |
| 4   | 9  | Fabrizio Pirovano | Ducati   | 144    |
| 5   | 17 | Anthony Gobert    | Kawasaki | 137    |

1993 · 1995 · 1996 · 1997 · 1998 · 1999 · 2000 (I) · 2000 (II) · 2001 · 2002 · 2003 · 2004 · 2005 · 2006 · 2007 · 2008